# Ammannia polycephala
Ammannia polycephala är en fackelblomsväxtart som först beskrevs av Albert Peter, och fick sitt nu gällande namn av S.A.Graham och Gandhi. Ammannia polycephala ingår i släktet Ammannia och familjen fackelblomsväxter. Inga underarter finns listade i Catalogue of Life.